# Redzikowo
Redzikowo (pronunciado /rɛd͡ʑiˈkɔvɔ/; en alemán: Reitz; en casubio: Redzëkòwò) es un pueblo situado en el norte de Polonia, en la gmina de Słupsk (distrito de Słupsk, Voivodato de Pomerania). Se encuentra a 5 km al este de la ciudad de Słupsk, y tiene una población de 405 habitantes (2006).
Justo al norte de la localidad se encuentra el aeropuerto de Słupsk-Redzikowo, que iba a ser el emplazamiento de un complejo de defensa antimisiles estadounidense que estaba previsto que se construyera para 2012. El proyecto original se canceló en septiembre de 2009, pero se esperaba que el aeródromo operase como una base para los misiles SM-3 bloque IIA del componente terrestre del Sistema de Defensa contra Misiles Balísticos Aegis a partir de 2018. Debido al retraso en las obras, en 2020 se fijó en 2022 el plazo en el que la base estaría operativa.

## Historia
La primera mención de la localidad data de 1288, cuando formaba parte del fragmentado Reino de Polonia y el duque Mestwin II la otorgó a un monasterio de monjas norbertinas. En los siglos posteriores, Reitz había sido un feudo poseído sucesivamente por varias familias nobles. En el siglo XVIII, el pueblo formó parte del Reino de Prusia, y en 1871 se incorporó al Imperio Alemán. En 1814, la familia Arnold adquirió el dominio.
En 1935 comenzó la construcción del aeródromo Stolp-Reitz al lado del pueblo (un aeródromo anterior del mismo nombre fue construido durante la Primera Guerra Mundial). Posteriormente, el aeródromo sirvió de escuela militar de aviación para la Luftwaffe y se incorporaron varios hangares y otros edificios. El 8 de marzo de 1945, el Ejército Rojo ocupó la región y expulsó a sus habitantes alemanes. Desde el final de la Segunda Guerra Mundial hasta 1950, la base fue utilizada por la Fuerza Aérea Soviética. Aunque tras el final de la guerra la región formó parte de la República Popular de Polonia, Redzikowo y su aeródromo permanecieron bajo control soviético hasta 1950, año en que fueron cedidos a Polonia.